# Anna Sporrer

Bundesministerin für Justiz, Anna Sporrer (2025)

Anna Sporrer (* 3. Juli 1962 in Mödling) ist eine österreichische Politikerin (SPÖ)  und Juristin. Sie ist seit 3. März 2025 Bundesministerin für Justiz in der Bundesregierung Stocker. Zuvor war sie seit Jänner 2014 Vizepräsidentin des österreichischen Verwaltungsgerichtshofs.

## Ausbildung
Anna Sporrer wurde am 7. Juli 1962 in der niederösterreichischen Stadt Mödling geboren. Sie absolvierte von 1983 bis 1990 zunächst das Diplomstudium der Rechtswissenschaften an der Rechtswissenschaftlichen Fakultät der Universität Wien und direkt im Anschluss daran das Doktoratsstudium ebendort. Parallel dazu schloss sie im Jahr 1990 auch die sechsmonatige Gerichtspraxis am Jugendgerichtshof und am Bezirksgericht Wien Innere Stadt ab. Schließlich wurde Sporrer im März 1995 mit der Dissertation „Gleichberechtigung und Gleichheitsgrundsatz – Gleichbehandlung und Frauenförderung aus der Sicht des Verfassungs- und Europarechtes“ zur Doktorin der Rechtswissenschaften (Dr. iur.) promoviert.

## Beruflicher Werdegang und Politik
Bereits kurz vor ihrer Promotion und auch danach war Anna Sporrer an der Universität Wien als Lehrbeauftragte unter anderem am Institut für Staats- und Verwaltungsrecht sowie am Institut für Politikwissenschaft tätig. Während ihres Doktoratsstudiums war sie zudem bis Ende 1993 als verfassungsrechtliche Mitarbeiterin am Verfassungsgerichtshof und von 1994 bis 1995 als wissenschaftliche Mitarbeiterin an der Verwaltungsakademie des Bundes im Lehrgang „Europaakademie“ beschäftigt. Noch im Mai 1995 wurde Sporrer von Bundeskanzler Franz Vranitzky mit dem Vorsitz der Gleichbehandlungskommission gemäß § 3 Bundesgesetz über die Gleichbehandlung von Frau und Mann im Arbeitsleben betraut. Im Jahr 1996 erfolgte der Wechsel in den Verfassungsdienst des Bundeskanzleramts, wo Sporrer als Rechtskundige Referendarin stellvertretend für die Bereiche „Verfassungs- und gemeinschaftsrechtliche Angelegenheiten des Finanzrechts und der Währungsunion“ sowie „Verfassungs- und gemeinschaftsrechtliche Aspekte des Arbeits- und Sozialrechts“ verantwortlich wurde.
Von 2004 bis 2008 war Anna Sporrer in der Folge vom öffentlich-rechtlichen Dienstverhältnis karenziert, um sich der Ausbildung zur Rechtsanwältin widmen zu können. Sie war in der Folge bis Juni 2008 Rechtsanwaltsanwärterin, absolvierte die Rechtsanwaltsprüfung im Juli 2008 und arbeitete anschließend noch bis Ende des Jahres als Rechtsanwältin. Mit 31. Dezember 2008 verzichtete sie auf die Berechtigung zur Ausübung der Rechtsanwaltschaft und trat zu Beginn des Jahres 2009 wieder in den Verfassungsdienst ein. Dort wurde sie in der Folge Bereichsstellvertreterin und stellvertretende Sektionsleiterin, wobei sie die koordinierende Leitung der Abteilungen V/5 (internationale Angelegenheiten und andere Verwaltungsangelegenheiten, insbes. internationaler Menschenrechtsschutz, Inneres, Justiz, Arbeits- und Sozialrecht), V/6 (Volksgruppenangelegenheiten), sowie V/8 (Wirtschaftsrechtliche Angelegenheiten, insbes. Finanzrecht, Wirtschaftsrecht und Vergaberecht) übernahm.
Von September 2010 bis April 2011 war Sporrer als Büroleiterin von Bundesministerin Gabriele Heinisch-Hosek tätig, wechselte jedoch im Mai 2011 wieder auf ihre vorige Stelle im Verfassungsdienst. Dort übernahm sie ab Jänner 2012 zusätzlich auch die Leitung der Abteilung für wirtschaftsrechtliche Angelegenheiten. Mit Jänner 2014 wurde Anna Sporrer schließlich zur Vizepräsidentin des Verwaltungsgerichtshofs ernannt und damit Richterin an einem der drei österreichischen Höchstgerichte. Seit 2015 ist sie zudem Lehrbeauftragte an der Universität Wien im Rahmen des Universitätslehrganges Europäische Studien für die Lehrveranstaltung „Gender, Law and Social Policy in the European Union“.
Bis 2017 war sie Mitglied der Bioethikkommission beim Bundeskanzleramt.
Am 3. März 2025 wurde Sporrer in der Hofburg durch den Bundespräsidenten Alexander Van der Bellen als Bundesministerin für Justiz in der Bundesregierung Stocker angelobt. Sie wurde zuvor von der SPÖ für dieses Amt nominiert, deren Mitglied sie laut eigener Aussage „seit vielen Jahren“ ist.

## Ehrungen und Auszeichnungen
- 2012: Käthe-Leichter-Preis[7]
- Großes Silbernes Ehrenzeichen am Bande für Verdienste um die Republik Österreich